# Aksuat
Aksuat (kaz.: Ақсуат көлі, Aksuat köly; ros.: Аксуат) – jezioro położone w centrum grupy rozproszonych zbiorników wodnych zlokalizowanych na lewym brzegu środka górnej części doliny rzeki Iszym w północno-zachodnim Kazachstanie, w centralnej części Bramy Turgajskiej. Powierzchnia – 50 do 150 km², głębokość – do 3 m. Reżim śnieżny. Jezioro jest bezodpływowe, uchodzi do niego rzeka Karasu. Podczas suchych lat jezioro wysycha całkowicie. Woda w jeziorze jest wysoko zmineralizowana. Jezioro składa się z dwóch części (Mały i Wielki Aksuat), połączonych przesmykiem długości 700 m.